# Ermogio di Tui
Ermoigio (Tui, ... – 942) è stato un monaco benedettino divenuto vescovo di Tui. È venerato come santo dalla Chiesa cattolica.

## Biografia
Nato a Tui, in Spagna, fondò il monastero di Labrugia in Galizia nel 915. Poco tempo dopo fu fatto prigioniero dai Mori che avevano conquistato la zona. Venne catturato dai Mori e imprigionato a Cordova per la sua fede con il nipote Pelagio. In seguito fu liberato, ma Pelagio trattenuto come ostaggio e infine martirizzato. Non potendo promuovere attivamente la fede, si dimise dal suo vescovato, e si ritirò a vivere come monaco a Ribas del Sil.